# Xbox 360
Xbox 360, sovint abreujada com a X360 o 360, és la segona consola de sobretaula produïda per Microsoft. Va ser desenvolupada en col·laboració amb IBM i ATI. El seu servei Xbox Live permet als jugadors competir via online i descarregar continguts com ara jocs arcade, demos, tràilers, programes de televisió i pel·lícules. La Xbox 360 fou la successora de la Xbox, competint contra la PlayStation 3 de Sony i la Wii de Nintendo en la setena generació de consoles.

## Història
El 14 d'agost del 2003 Microsoft i ATI van anunciar en un comunicat de premsa que ATI s'encarregaria de fer el processador gràfic de pròxima consola de Microsoft. El 3 de novembre del 2003 IBM va anunciar que faria el processador de la consola i SiS va anunciar l'endemà que faria el desenvolupament del sistema d'entrada sortida.
Microsoft va anunciar en un principi que la nova generació d'Xbox seria totalment compatible amb totes les tecnologies d'Xbox, incloent els ports del controlador, la comunicació en xarxa (Xbox Live), i tots els jocs. Però cap a la fi de 2004 nVidia, que va ser qui va desenvolupar el processador gràfic de la primera Xbox, va dir en un comunicat que aquesta compatibilitat no seria possible perquè, per a poder funcionar, els jocs depenen de tecnologies que són propietat de nVidia. A més a la presentació de la consola es va donar a conèixer que la interfície dels controladors no seria la de la primera Xbox, sinó que seria USB 2.0.
Un mes després del llançament de la Xbox 360 es van sentir queixes que algunes consoles tenien problemes de sobreescalfament. Microsoft va dir que era un detall sense importància i que no valia la pena espantar-se en comprar una nova Xbox 360, ja que només entre un 1% i un 4% de les consoles tenien aquest defecte. També va dir que les consoles que tenien aquest defecte serien canviades per altres de noves sense despeses a part.

## Llançament
Microsoft va mostrar una versió preliminar de la nova consola el dijous 12 de maig de 2005 pel canal de televisió MTV. El 17 d'agost del 2005 en la conferència que va donar Microsoft en la "Games Convention" de Leipzig, Alemanya, va anunciar que la consola sortiria a la venda en dos paquets diferents pel Nadal del 2005 (només estats units).
La consola va sortir per ordre segons aquest pla:
- Estats Units i Canadà: 22 de novembre del 2005
- Europa: 2 de desembre del 2005
- Japó: 12 de desembre del 2005
- Mèxic: 2 de febrer del 2006

En el llançament dels Estats Units, van quedar exhaurides totes les consoles en les primeres hores de venda i van assolir un preu màxim de revenda de fins a USD$800,01.
Segons la companyia d'anàlisis de mercats Media Create, al llançament del Japó, la consola havia venut 43.970 unitats en la primera setmana i 78.044 unitats en la segona setmana de gener, però les consoles Nintendo DS, Play Station Portable i Play Station 2 en aquest ordre hi van guanyar més vendes al mateix període. Però Microsoft afirma que han superat les expectatives de vendes al Japó, tenint en compte la resistència dels compradors japonesos a comprar productes que són estrangers sobre els que no són propis del Japó.

## Paquets

### Xbox 360 Base (Core System)
- Consola Xbox 360 amb caràtula blanca intercanviable
- Controlador alàmbric USB
- Cable àudio/vídeo estàndard
- Al preu total de 299,99 €
- Aquest sistema ja no es fabrica, la Xbox 360 Arcade l'ha substituït i val 199 €

### Xbox 360 Premium
- Consola Xbox 360 amb caràtula blanca intercanviable.
- Controlador sense fil
- Cable audio/video d'alta definició
- Disc dur de 20 GB extraïble
- Xbox 360 Headset (A Mèxic no ho tenen)
- Membre a Xbox Live Silver
- 2 mesos gratis de Xbox Live Gold
- Comandament a distància: "Universal Media Remote" (ja no bé inclòs)
- Al preu total de 275

### Altres paquets d'Xbox 360
- Consola Xbox 360 Premium amb Gears of War
- Consola Xbox 360 Premium amb Call of Duty 3
- Consola Xbox 360 Premium amb Need for Speed: shift
- Consola Xbox 360 Premium amb Pro Evolution Soccer 2010
- Consola Xbox 360 Premium amb Splinter Cell: Double Agent
- Consola Xbox 360 Prenium amb Forza Motorsport 3
- Consola Xbox 360 Premium amb Power Pack (Dos comandaments y comandament a distància)
- Consola Xbox 360 Core Sistem amb jocs arcade
- Consola Xbox 360 Premium Edició Limitada amb Trivial Pursuit, Burnout Paradise: the Ultimate Box i codi per a comprar Conecta 4 de Hasbro Family Party en línia.

A tots els països, el paquet més venut ha estat el de Xbox 360 Premium. El paquet bàsic Core System no s'ha venut gaire, ja que al no incloure un disc dur, no es podien guardar partides si no tenia una targeta de memòria. El comandament no era sense fils, utilitzava connexió USB. Tampoc permet retrocompatibilitat amb jocs de la Xbox original, ja que per això cal disc dur.

## Característiques

### Maquinari
Disposa d'una CPU desenvolupada per IBM i un GPU dissenyat perATI amb memòria integrada desenvolupada per NEC Corporation, també disposa d'un disc dur intern de 20 GB reemplaçable per un de més capacitat, targeta de xarxa, sistema I/O (entrada/sortida) creat per SIS, suport pels controladors alàmbrics amb un cable de quasi 3 m de llarg i si els controladors són sense fil, s'alimenten gràcies a un xip de la Xbox 360 amb una sortida d'ones incorporada per poder alimentar als quatre controladors sense fil i el comandament multimèdia universal, els controladors sense fil seran compatibles amb la nova versió de Windows, el Windows Vista.

### Programari
La consola treballa amb tecnologia basada amb els API's que es feien servir en la primera Xbox, (DirectX, PIX, XACT) a més incorpora la tecnologia de Microsoft XNA Studio.

### Especificacions tècniques
| [CPU]                      | Basada en PowerPC de IBM                                                                                                 | 3,2 GHz                                                                                  |                                                                                          |
| Característiques de la CPU | Tres nuclis de processament simètrics, 1 MB caché nivell 2, rendiment: 9 GFLOPS                                          | Tres nuclis de processament simètrics, 1 MB caché nivell 2, rendiment: 9 GFLOPS          |                                                                                          |
| [GPU]                      | ATI Specialbygget "Xenos" (basat en la família ATI Radeon X-850-R480 o R-xxx-R500)                                       | 500 MHz                                                                                  |                                                                                          |
| VRAM                       | Integrada al GPU i basada en la tecnologia eRAM de Santa Creu Operation (més memòria compartida assignable per software) | 10 MB eDRAM                                                                              |                                                                                          |
| RAM                        | GDDR3 a 700 MHz (arquitectura de memòria unificada, UMA)                                                                 | 512 MB                                                                                   |                                                                                          |
| Emmagatzematge intern      | Disc Dur | 20 GB                                                                                    | 20 GB                                                                                    |
| Comunicació a la xarxa     | 100% compatible amb Xbox Live                                                                                            | Port Ethernet integrat                                                                   | Adaptador Wi-Fi opcional: compatible 802,11a/b/g                                         |
| Media                      | Media | DVD-ROM 12X, CDs, DVD-R/RW, MP3, JPEG i molts més formats. Targetes de memòria especials | DVD-ROM 12X, CDs, DVD-R/RW, MP3, JPEG i molts més formats. Targetes de memòria especials |
| Sistema I/O                | Desenvolupat per SIS (Silicon Integrated Systems)                                                                        |                                                                                          |                                                                                          |
| Controlador                | Dissenyat per Microsoft hardware i compatible amb PC                                                                     | suport fins a 4 controladors                                                             |                                                                                          |
| Ports I/O                  | USB 2.0 (3), Slot per a targeta de memòria (2), suport p/4 controladors sense fil                                        | USB 2.0 (3), Slot per a targeta de memòria (2), suport p/4 controladors sense fil        |                                                                                          |
| Àudio                      | 48 kHz 16 bit amb suport 32 bit                                                                                          | Fins a 256 canals                                                                        |                                                                                          |
| Formats compatibles        | Jocs Xbox (suport parcial), Jocs Xox 360, MP3, WMA, JPEG, DVD-Vídeo, CDDA (CD Audio)                                     | Jocs Xbox (suport parcial), Jocs Xox 360, MP3, WMA, JPEG, DVD-Vídeo, CDDA (CD Audio)     |                                                                                          |
| Sortida de vídeo           | Sortida de vídeo | HDTV SDTV TV analògiques.                                                                | HDTV SDTV TV analògiques.                                                                |

### Xbox Live
L'Xbox Live de la Xbox 360 si poden fer diverses coses noves com per exemple una targeta de jugador o gamecard que ens indicarà el nombre de puntuació que tenim, les partides fetes, hi podrem posar la nostra fotografia, també ens podrem comunicar fent servir un micròfon i auriculars, una càmera fotogràfica per fer fotos dels jocs, descarregar actualitzacions de jocs, tràilers de jocs... En el tema de jocs, en gran part segueix seguint els principis d'Xbox Live: la gent es troba per fer partides.

### Accessoris
- Carcasses: La Xbox 360 té carcasses intercanviables, (la carcassa és la part frontal de la Xbox 360). De moment ja hi ha uns deu tipus de carcasses entre les quals destaquen els colors: marró fusta (Woody), platejat (plata), taronja ondulat (sun) i blau marí (Hot Rod).
- Unitat de memòria Xbox 360 o Memory Unit: Targeta de memòria portàtil de 64 Mb per poder transferir informació des d'una XBox 360 a una altra.
- Comandament universal: És un comandament semblant al del televisor, que permet controlar totes les funcions de la Xbox 360, el DVD i la televisió normal.
- Disc dur: És un disc dur de 20GB extraïble i transportable. Permet emmagatzemar-hi jocs, partides, perfils de Xbox Live, música i llistes de música personalitzades.
- Càmera Xbox Live: És una càmera USB que enregistra imatges i també serveix per poder xatejar amb altra gent veient la imatge.
- Adaptador a la xarxa sense fil: És un petit dispositiu amb una antena petita que s'incrusta a la part del darrere de la Xbox 360 i permet connectar-se a la xarxa sense fil mitjançant WiFi. També serveix per transferir imatges, pel·lícules i altres coses des de l'ordinador Windows Xp Media Center a la Xbox 360. Aquest adaptador és compatible amb xarxa domèstica A/B/G de doble banda de 5 GHz i 2,4 GHz.
- Auricular: És un auricular amb micròfon incorporat, que té forma de diadema. Permet enregistrar veus i sons per guardar-los i també serveix per planejar estratègies amb altres contrincants o parlar-hi mitjançant Xbox Live. Aquest auricular s'ha de connectar al controlador perquè funcioni, mitjançant un cable ja inclòs.

També existeix un reproductor HD-DVD, que s'ha d'agregar a la Xbox 360 de forma externa.

### Controladors

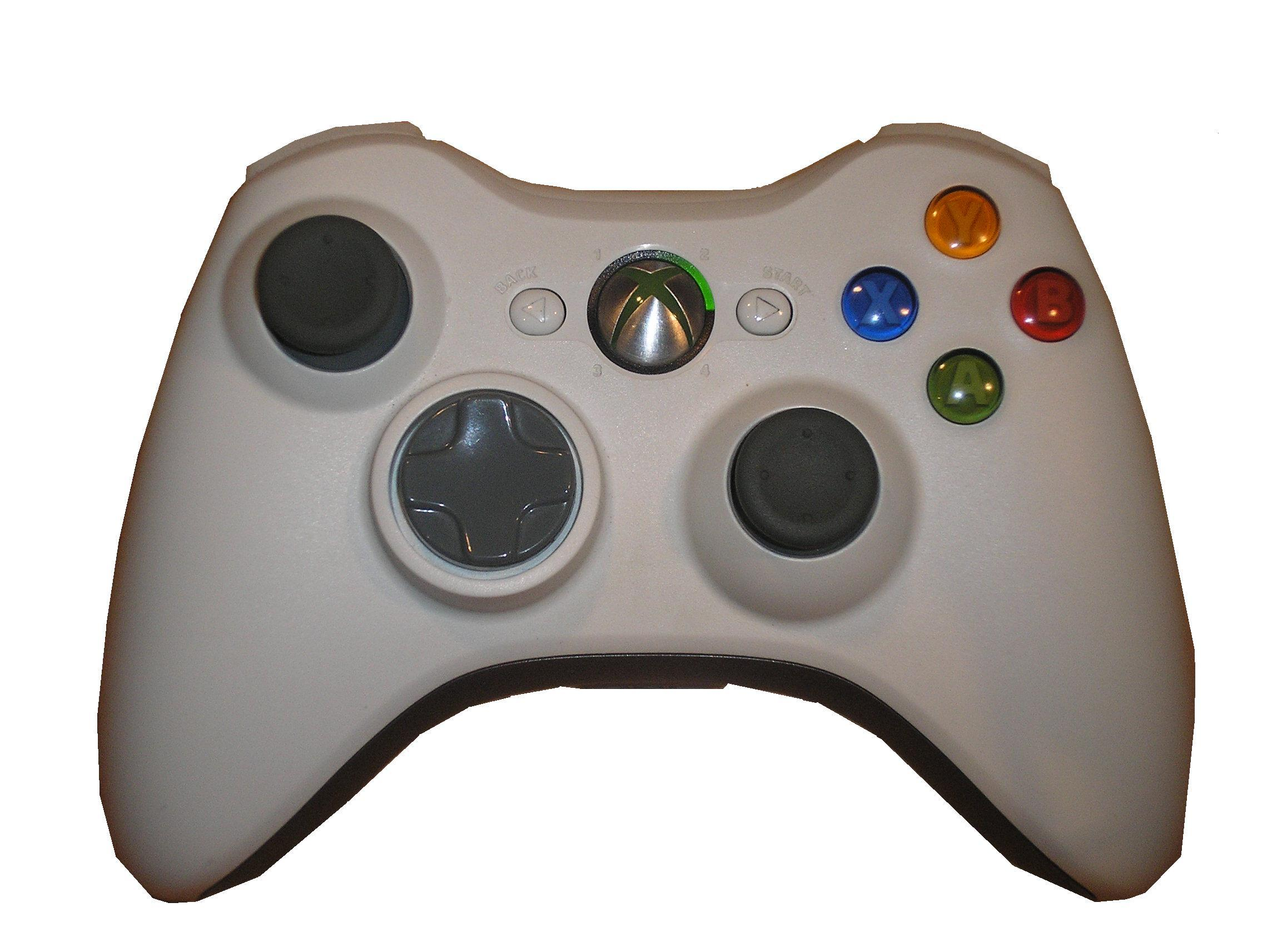
Controlador de la Xbox 360

El controlador de la Xbox 360 està dissenyat d'una forma similar al de la primera Xbox. El controlador de la Xbox 360 disposa de dos motors vibratoris. A la part superior esquerre del controlador hi ha un Stick de control analògic en forma de bola que es pot girar en tots els sentits d'una circumferència. A la part inferior es troba un PAD direccional. És un botó que té quatre fletxes i es pot girar en els següents sentits: ▲, ▼, ◄, ► i també en les diagonals entre fletxa i fletxa. A la part central hi ha els botons BACK i START, i al centre del controlador hi ha el botó GUIA XBOX. Aquest és un botó que permet fer diverses funcions: indica quin controlador s'està utilitzant (si l'u, el dos, el tres o el quatre), si s'està jugant un joc i el cliques, permet posar la mateixa música al joc, també es poden mirar les partides guardades i el perfil de joc. Finalment, si es clica, però mantenint-lo una estona, permet apagar o obrir la Xbox 360 o reiniciar-la. An la part superior dreta hi ha els botons: A, B, X i Y. A la part inferior dreta hi ha un Stick de control analògic. A la part superior del controlador hi ha: els disparadors LT i RT i els superiors LB i RB. Finalment, a dalt es troba una entrada per poder connectar els auriculars i a baix, si és sense fil, un espai per a la bateria i, si és al·làmbric, el cable.
El controlador de la Xbox 360 està disponible variant amb cable o amb controlador sense fil RF amb una freqüència de transmissió de 2,4 GHz i fins a 10 metres com a màxim.

## Comparatives amb altres consoles
Tot seguit, algunes referències breus a les principals característiques de dues consoles de la mateixa generació:
PS3
Dades tècniques:
- El cor de la PS3 és el Chip Cell, el microprocessador més potent que s'ha dissenyat per una consola de videojocs.
- Té un disc rígid de 40 GB, dos ports USB, bluetooth, Wi-Fi, sortida d'audio 5.1, sortida HDMI i sortida video compost.
- El model de 60 GB és compatible amb jocs de la PS2 i inclou dos lectors de targeta SD i dos ports USB addicionals.

Internet
- La PS3 es pot connectar a internet a través d'un port Ethernet o bé sense fils mitjançant WI-Fi.
- Inclou navegador complex compatible amb teclats i mouse de pc.
- Podem baixar videos, jocs i actualitzacions des de Portal PlayStation Store.

Multimedia
- Permet reproduir pel·lícules en Blue-Ray.
- La consola és compatible amb pel·lícules DVD que es veuen amb una qualitat superior gràcies al reescalat automàtic.
- Podem escoltar música en CD o MP3, que es pot emmagatzemar el disc dur per crear llistes de reproducció i escoltar-les mentres juguem.
- També podem veure les fotos de la nostra càmera digital a través d'un port USB.

Nintendo Wii
Dades tècniques
- El processador "broadway" no és tan potent com el de les altres consoles de la generació, però mostra entorns en 3D plens d'efectes.
- El controlador de la consola, dividit en el comandament Wii i Nanchaku, detecta els moviments que fem amb les mans. Així, els personatges imiten els nostres gestos
- Pot mostrar imatges de fins a 480p (una señal de TV normal) y reproduir Pro Logic II (com un 5.1 emulat).

Internet
- Hi ha pocs jocs amb prestacions online en l'actualitat.
- Inclou una agenda que permet comunicar-te amb altres amics que tinguin WII.

Multimedia
- Des del Canal Imatges, la Wii pot reproduir imatges i arxius de música. Les imatges es poden modificar.
- Permet llegir targets SD. No llegeix DVDs de video, ni CDs d'audio.